# Jalcziki
Jalcziki (ros. Яльчики) – wieś (sieło) w Rosji, w Czuwaszji, ośrodek administracyjny rejonu jalczickiego. W 2010 liczyła 2544 mieszkańców.